# Colin Campbell (1686-1757)

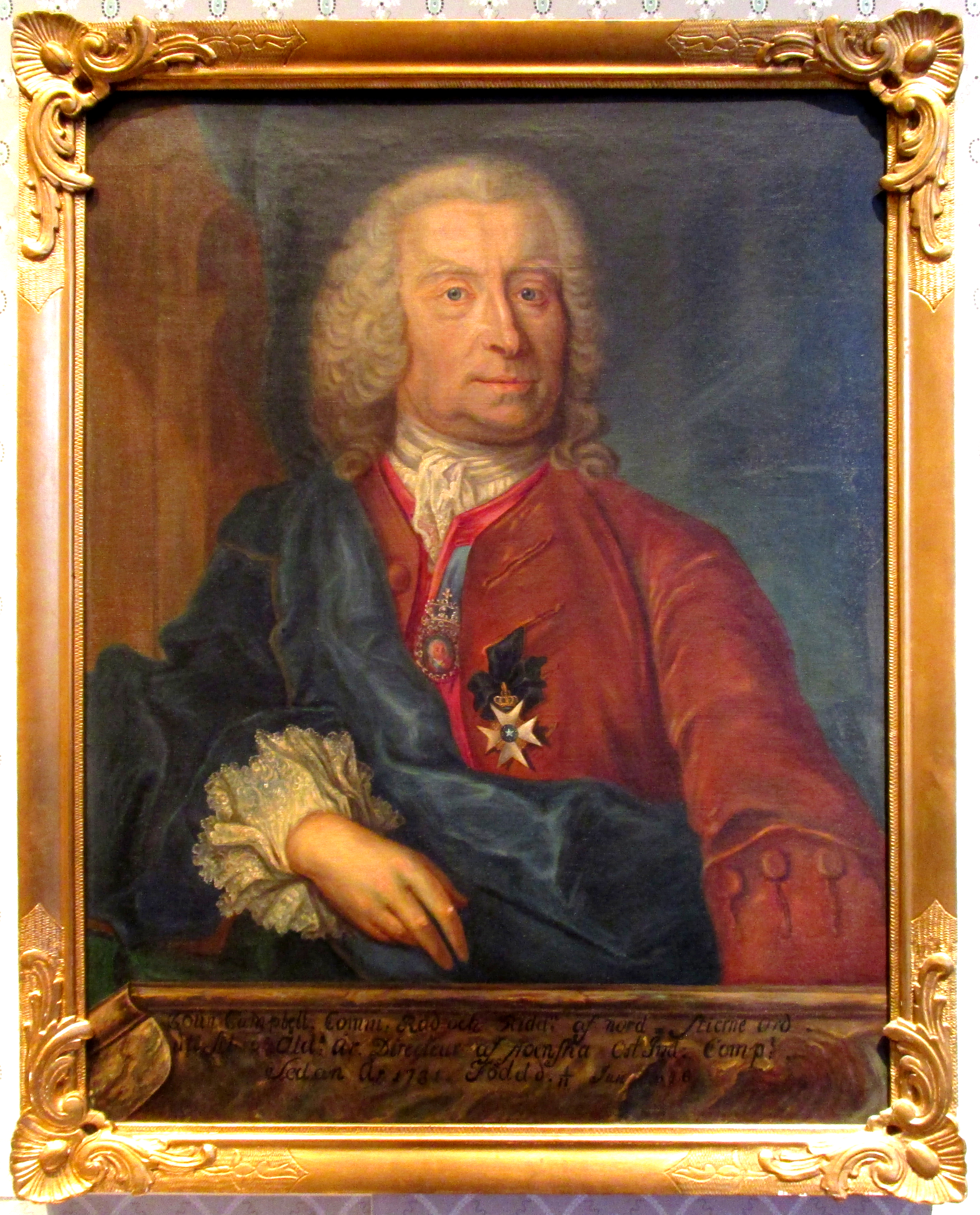
Portret van Colin Campbell in 1756

Colin Campbell (Edinburgh, 1 november 1686 – Göteborg, 9 mei 1757) was een Schotse koopman en ondernemer die mee de Zweedse Oost-Indische Compagnie oprichtte en die optrad als gezant van de Zweedse koning Frederik I bij de keizer van China.

## Leven
Colin was een van de drie zonen van de Schotse jurist John Campbell. In de zaken deed hij gewaagde investeringen, die hem na het knappen van de South Sea Bubble met een onoverkomelijke schuldenberg achterlieten. Het dreef hem in 1723 op de vlucht naar Oostende in de Oostenrijkse Nederlanden, waar hij aandeelhouder werd van de Oostendse Compagnie. Ook was hij supercargo op schepen naar het Verre Oosten. Toen de compagnie onder buitenlandse druk moest stoppen, verhuisde Campbell in 1730 naar Stockholm en het jaar daarop naar Göteborg.
Daar hielp hij met de oprichting van de Zweedse Oost-Indische Compagnie. Omdat alleen Zweden directeur konden zijn, werd Campbell op 14 juni 1731 genaturaliseerd, en hij zag zich ook verheven tot de adel. Op 9 februari 1732 scheepte hij in op de Fredericus Rex Sueciae voor de eerste reis van de nieuwe maatschappij. Hij was eerste supercargo en droeg bovendien een brief van de koning die hem tot gezant aan de Chinese keizer verklaarde. Dat document kwam goed van pas toen het schip in de Soenda-straat onderschept werd door een Nederlands eskader en opgebracht naar Batavia. De Nederlanders waren niet geneigd de diplomatieke immuniteit te erkennen en koesterden grote argwaan over de Britse supercargo's aan boord, maar uiteindelijk liet de gouverneur-generaal het schip vertrekken en op 7 september 1733 was het weer thuis.
De winst was groot, en de Zweedse Oost-Indische Compagnie werd een succes. Campbell vergaarde grote rijkdom en betaalde voor hij stierf nog al zijn schulden af.
- Bibliothèque nationale de France: cb13326075v (data)
- Gemeinsame Normdatei: 119543265
- International Standard Name Identifier: 0000 0001 1020 3790
- Library of Congress Control Number: no99013147
- Nationale Bibliotheek van Tsjechië: jn19990001312
- Nationale Bibliotheek van Israël: 987007259309605171
- Nederlandse Thesaurus van Auteursnamen: 158727274
- Système universitaire de documentation: 035636106
- Virtual International Authority File: 5077022
- WorldCat: E39PCjxKrvMDHtJGw4MGKpYRjy